# Fabless
Als fabless (englisch fabricationless „fabriklos“, „ohne Herstellung“) bezeichnet man Unternehmen ohne eigene Herstellung, besonders aber Halbleiterhersteller, die über keine eigenen Fertigungsstätten verfügen und auf Foundries (Auftragsfertiger) wie Globalfoundries, Samsung Semiconductor, UMC oder TSMC angewiesen sind. Des Weiteren steht die Bezeichnung für das damit gemeinte Geschäftsmodell.

## Geschichte
Das Fabless-Geschäftsmodell, das von Gordon Campbell, dem Gründer von Chips & Technologies, und Bernie Vonderschmitt, einem Mitbegründer von Xilinx, mit entwickelt wurde, hat den Vorteil, dass sich ein Unternehmen nicht selbst um die Herstellung der Chips und die Entwicklung der dazu notwendigen Prozesse kümmern muss, sondern sich allein auf die Entwicklung der Schaltungen (IP) konzentrieren kann. Außerdem ist die Entwicklungsgeschichte des Fabless-Modells eng verzahnt mit der Geschichte der Electronic Design Automation, siehe dort zu den geschichtlichen Details. Die Weiterentwicklung der computergestützten Werkzeuge (CAD/CAE) ermöglichte die Trennung und Spezialisierung der Expertisen in Design und Fertigung. Eine weitere Stufe stellt die Digitalisierung (Industrie 4.0) dar, die auch in der Halbleiterfertigung Anwendung findet.
Vor allem in einer Zeit, in der die Errichtung einer Halbleiterfabrik mehrere Milliarden Euro kostet, sind fabless companies weit verbreitet.

## Verbände
Einige Fabless-Unternehmen gehören der Global Semiconductor Alliance (GSA) an, die aus der Fabless Semiconductor Association (FSA) hervorgegangen ist. Zur GSA gehören nicht mehr nur Fabless-Unternehmen, sondern solche aus allen Bereichen der Halbleiterindustrie bis zu reinen Auftragsfertigern.
Einige Integrated Device Manufacturers (IDM), also Halbleiterhersteller mit eigener Fertigung, lagerten diese später aus.

## Wirtschaft

### Fabless-Unternehmen (Beispiele)
In der folgenden Tabelle sind einige bekannte Unternehmen aufgezählt, die mit dem Fabless-Geschäftsmodell groß geworden sind oder heute noch damit arbeiten.
Ehemalige Unternehmen (aufgelöst oder akquiriert) sind kursiv markiert. Die Liste erhebt keinen Anspruch auf Vollständigkeit. Des Weiteren bieten die EDA-Unternehmen Synopsys und Cadence eine Vielzahl an IP-Bausteinen an.
| - 3dfx - 3DLabs - Actel - Ageia - Altera - ALi - Allwinner Technology - AMD - Apple * - Arm * - ATI Technologies - Bitmain - Broadcom | - Cadence - Centaur Technologies - CEVA - Chips & Technologies - Cirrus Logic - Conexant - Cyrix - Dialog Semiconductor - eSilicon - HiSilicon - Imagination Technologies - Ingenic Semiconductor | - Lantiq - LSI Corporation - Marvell - MediaTek - MoSys - NeoMagic - NexGen - Nordic Semiconductor - Novatek - Nvidia - PortalPlayer - PowerDsine | - Qualcomm - Qualcomm Atheros - Realtek - RMI Corporation - Rockchip - S3 Graphics - SandForce - SanDisk - Silicon Integrated Systems - Silicon Labs - Synopsys | - Tsinghua Unigroup - ULi - UNISOC - VIA Technologies - Wipro - Wolfson Microelectronics - Xilinx - XMOS |

### Ranking
| Rang | Unternehmen        | Land                | Umsatz (Mrd. USD) | Marktanteil |
| ---- | ------------------ | ------------------- | ----------------- | ----------- |
|      | Gesamt             |                     | 167,642           | 100,0 %     |
| 01   | Nvidia             | Vereinigte Staaten  | 055,268           | 033 %       |
| 02   | Qualcomm           | Vereinigte Staaten  | 30,913            | 018 %       |
| 03   | Broadcom           | Vereinigte Staaten  | 028,445           | 017 %       |
| 04   | AMD                | Vereinigte Staaten  | 22,680            | 014 %       |
| 05   | Mediatek           | Taiwan              | 013,888           | 08 %        |
| 06   | Marvell            | Vereinigte Staaten  | 05,505            | 03 %        |
| 07   | Novatek            | Taiwan              | 03,544            | 02 %        |
| 08   | Realtek            | Taiwan              | 03,053            | 02 %        |
| 09   | Will Semiconductor | China Volksrepublik | 02,525            | 02 %        |
| 010  | MPS                | Vereinigte Staaten  | 01,821            | 01 %        |